# Seznam smyčcových kvartet
V seznamu smyčcových kvartet jsou uvedeny stávající i bývalé smyčcové kvartetní soubory. Abecedně uspořádaný seznam není úplný. Důvody pro zařazení do seznamu mohou být např.:
- známá historická tradice,

- nahrávky nahrané souborem a obecně dostupné,
- opakovaná účast v celostátních televizních nebo rozhlasových programech,
- úspěšná účast ve velké soutěži,
- pravidelná národní vystoupení nebo nadprůměrný počet regionálních vystoupení,
- pravidelné tiskové zpravodajství ve známých médiích.

## A
- Aeolian Quartet
- Alban Berg Quartet
- Alberni Quartet
- Allegri Quartet
- Amadeus Quartet
- Amati Quartet
- American String Quartet
- Arditti Quartet
- Australian String Quartet
- Aviv String Quartet

## B
- Balanescu Quartet
- Belcea Quartet
- Bond
- Barocco sempre giovane
- Borodin Quartet
- Borromeo Quartet
- Brandis Quartet
- Brentano Quartet
- Brodsky Quartet
- Budapest Quartet
- Busch Quartet

## C
- Carmenta kvartet
- Carmine Quartet
- Carmirelli Quartet
- Cavani Quartet
- Claring Chamber Players
- Cleveland Quartet
- Chilingirian Quartet
- Colorado Quartet
- Corvinus Quartet
- Covington Quartet
- Coull Quartet
- Cypress Quartet

## D
- Da Vinci Quartet
- Delme Quartet
- Del Sol Quartet
- Duke Quartet
- Dvořákovo kvarteto

## E
- Emerson String Quartet
- Endellion Quartet
- Epoque quartet
- Eve Quartet

## F
- Fern Hill Quartet
- Festetics String Quartet
- Fine Arts Quartet
- The Four Strings Quartet
- Fitzwilliam Quartet
- Flux Quartet
- Four Strings Quartet

## G
- Gabrieli Quartet
- Graffe Quartet
- Griller Quartet
- Guarneri Quartet

## H
- Hagen Quartet
- Heroldovo kvarteto
- Hollywood Quartet
- Hugo Wolf Quartet
- Hungarian Quartet

## J
- Janáčkovo kvarteto
- Juilliard String Quartet

## K
- Kocianovo kvarteto
- Kodály Quartet
- Kopelman Quartet
- Kronos Quartet
- Kuchl Quartet
- Kvarteto Martinů

## L
- Laclede Quartet
- Lasalle Quartet
- Lindsay Quartet

## M
- Maggini Quartet
- Manor House Music String Quartet
- Melos Quartet
- Moyzesovo kvarteto

## N
- New York String Quartet
- New Zealand String Quartet

## O
- Ondříčkovo kvarteto
- Orford Quartet
- Orion String Quartet
- Orlando Quartet

## P
- Panochovo kvarteto
- Pavel Haas Quartet
- Peterson Quartet
- Prague Quartet
- Pražákovo kvarteto
- Puddles Quartet

## Q
- Quartet-X
- Quartet de Barcelona
- Quartetto Italiano
- Quatuor Arpeggione
- Quatuor Mosaïques

## R
- Rosamunde Quartet

## S
- Salomon Quartet
- Shanghai String Quartet
- Silesian String Quartet
- Smetanovo kvarteto
- Smith Quartet
- Soldier String Quartet
- St. Lawrence Quartet

## Š
- Škampovo kvarteto

## T
- The String Quartet Tribute
- Takács Quartet
- Talichovo kvarteto
- Tchaikovski Quartet
- Tokyo String Quartet
- Trabuco String Quartet

## V
- RTÉ Vanbrugh Quartet
- Vegh Quartet
- Vermeer Quartet
- Vertavo String Quartet
- Vlachovo kvarteto

## W
- Wihanovo kvarteto

## Y
- Ysaÿe Quartet

## Z
- Zagreb Quartet
- Zemlinského kvarteto (Zemlinsky Quartet)
- Zorian Quartet